# FK Aquarii
FK Aquarii (FK Aqr / GJ 867) es un sistema estelar en la constelación de Acuario.
De magnitud aparente media +9,08, se localiza visualmente 1º al este de υ Aquarii.
Se encuentra a 28,3 años luz del sistema solar, siendo Gliese 884, distante 3,0 años luz, la estrella conocida más cercana a ella.

## Características
FK Aquarii es, en primera instancia, una estrella binaria cuyas componentes son dos enanas rojas. 
Gliese 867 A, la estrella primaria, tiene tipo espectral M1V o M2Ve.
Su temperatura efectiva es de 3416 K y tiene un radio equivalente al 73% del radio solar.
Su acompañante, Gliese 867 B, tiene tipo espectral M1-3Ve.
Giran sobre sí mismas con una velocidad de rotación de al menos 7 km/s y cada una de ellas porta una masa de 0,42 masas solares.
El período orbital de esta binaria es de 4,032 días, estando inclinado el plano orbital 60°.
No constituye una binaria eclipsante.
El sistema se completa con una estrella de baja masa —0,26 masas solares— que emplea 2867 días en completar una órbita alrededor de la binaria.

## Variabilidad
FK Aquarii es una variable BY Draconis cuya amplitud de variación es de 0,04 magnitudes.
Estas estrellas poseen cromosferas activas y emiten energía en forma de rayos X; en dicha región del espectro, la luminosidad de FK Aquarii es de 0,013×1024 W.
Se piensa, además, que las componentes de la binaria son estrellas fulgurantes.